# Salomé (filme de 1923)
Salome (prt: Salomé) é um filme mudo estadunidense de 1923, do gênero drama, dirigido por Charles Bryant e estrelado por Alla Nazimova. Trata-se de uma adaptação da peça homônima de Oscar Wilde, por sua vez uma versão livre da história bíblica do rei Herodes e a execução de João Batista (aqui, como na peça de Wilde, chamada Jokaanan), a pedido de sua enteada, Salomé, a quem ele deseja.
Salomé é muitas vezes considerado um dos primeiros filmes de arte a serem feitos nos Estados Unidos. Os trajes altamente estilizados, a atuação exagerada, os sets minimalistas e a ausência de tudo, menos o mais necessário, compõem um filme mais focado na atmosfera e na transmissão de um senso maior nos desejos individuais das personagens do que no desenvolvimento de tramas convencionais.

## Enredo
Conforme descrito em uma revista de cinema, durante um banquete no palácio de Herodes, o Tetrarca (Lewis) dedica muita atenção à sua enteada Salomé (Nazimova), irritando sua esposa Herodias (Dione). Salomé sai para o pátio adjacente ao salão do banquete e persuade o soldado de guarda a deixá-la ver Iokanaan (De Brulier), que é então trazido de baixo da prisão. Salomé demonstra seu amor pelo Profeta e, quando ele ignora suas atenções, declara que o beijará. O preço é uma dança diante de Herodes, que lhe promete que atenderá a qualquer pedido pela dança. Salomé pede e obtém a cabeça do Profeta, beijando-a. Herodes então se volta contra ela e ordena que a matem.

## Elenco
- Alla Nazimova as Salomé, enteada de Herodes
- Mitchell Lewis como Herodes Antipas, Tetrarca da Judeia
- Rose Dione como Herodias, esposa de Herodes
- Earl Schenck como Narraboth, Capitão da Guarda
- Arthur Jasmine como Pajem de Herodias
- Nigel De Brulier como Iokanaan, profeta judeu
- Frederick Peters como Naaman, o Carrasco
- Louis Dumar como Tigellinus

## Produção
Apesar do filme ter apenas um pouco mais de uma hora de duração e não ter nenhuma ação real, custou mais de US $ 300.000 para ser feito. Todos os sets foram construídos em ambientes fechados para poder controlar completamente a iluminação.
As filmagens ocorreram completamente em preto e branco, fiel as ilustrações feitas por Aubrey Beardsley na edição impressa da peça de Wilde. Os trajes, projetados por Natacha Rambova, utilizaram apenas material da Maison Lewis de Paris, como as tangas de lamê de prata usadas pelos guardas.
Enquanto o filme ainda estava em produção foi afirmado pelo cronista da decadência de Hollywood, Kenneth Anger, que o elenco era composto inteiramente de atores gays ou bissexuais em homenagem a Oscar Wilde, por demanda da estrela e produtora Nazimova.
Em seu livro sobre homossexualidade no cinema,intitulado The Celluloid Closet, o ativista e autor Vito Russo, afirmou que algumas das cenas em que a temática da homossexualidade é colocada de forma mais clara foram cortadas, antes mesmo do filme ser lançado, incluindo uma em que um relação entre dois soldados sírios é mostrada.
Devido as controvérsias nenhum estúdio conhecido queria ser associado ao filme. O lançamento aconteceu anos depois de sua conclusão, através de um distribuidor independente.

## Recepção e legado
O fraco desempenho nas bilheterias marcou o fim da carreira de Nazimova como produtora. A recepção dos críticos, no entanto, foi favorável. Uma resenha feita pela revista Screenland, o descreveu como "uma pintura habilmente acariciada na tela de prata" e que "os poetas e os sonhadores encontrarão delícias imaginativas nos sets estranhos e na atuação mais estranha ainda, deprimente às vezes, para pessoas comuns. E vale a pena ver Nazimova equilibrar sua cabeça de árvore de Natal!".
Em 2001, recebeu uma nominação do American Film Institute, para integrar a lista AFI's 100 Years... 100 Passions.

## Galeria

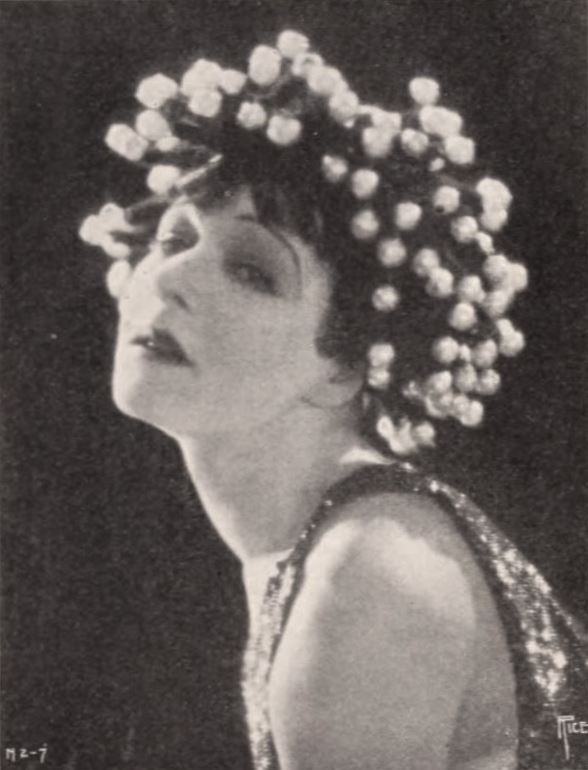
Salomé.
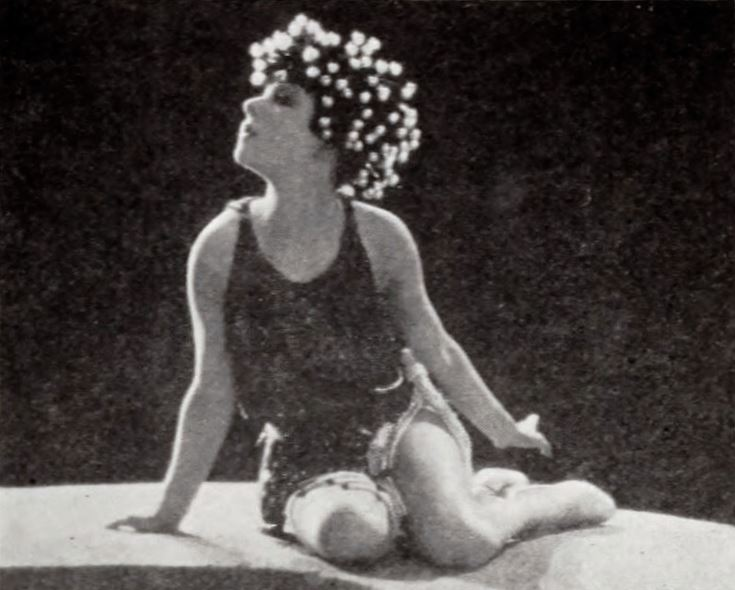
Salomé no pátio do palácio.
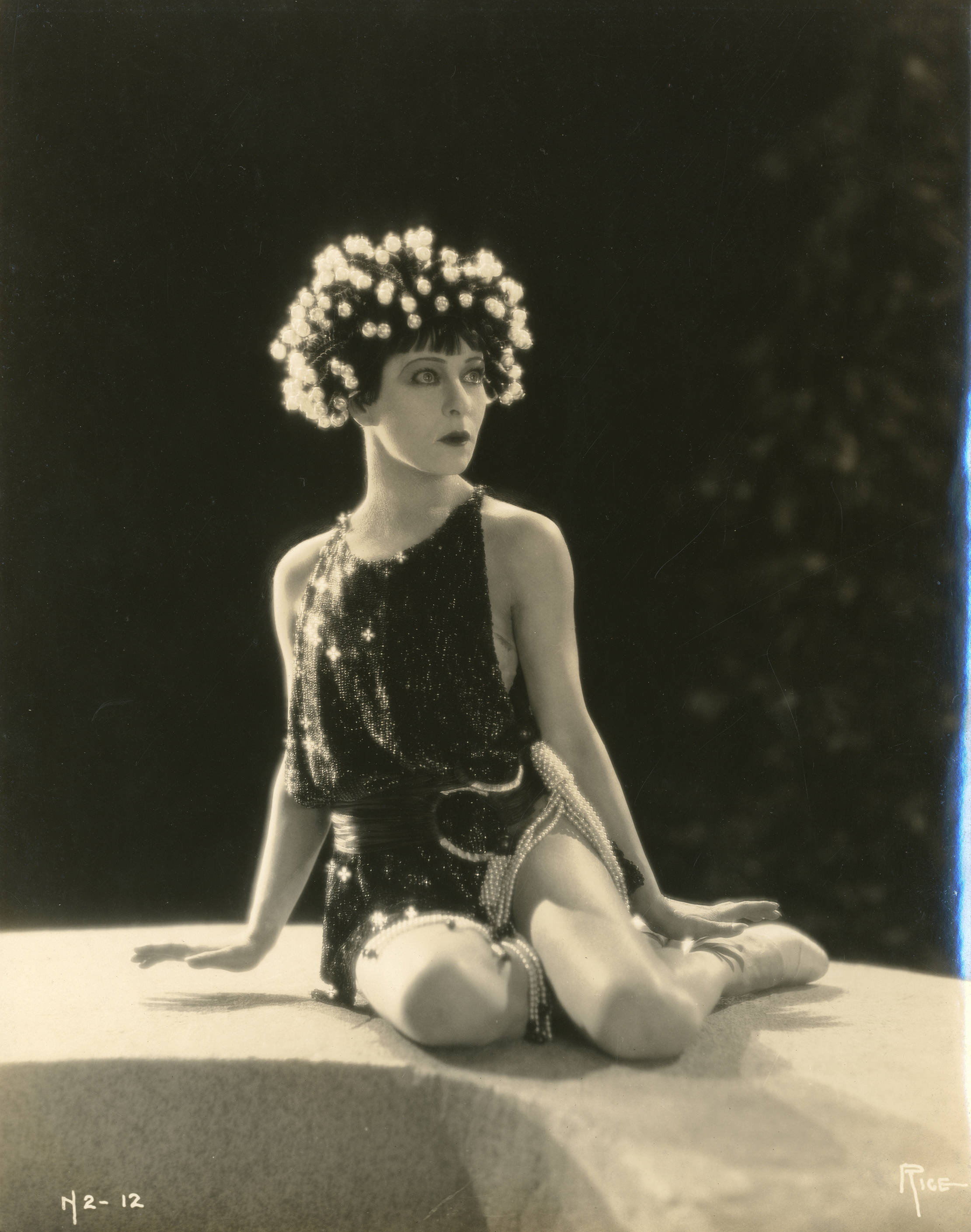
Salomé ao ouvir a voz de Iokanaan.
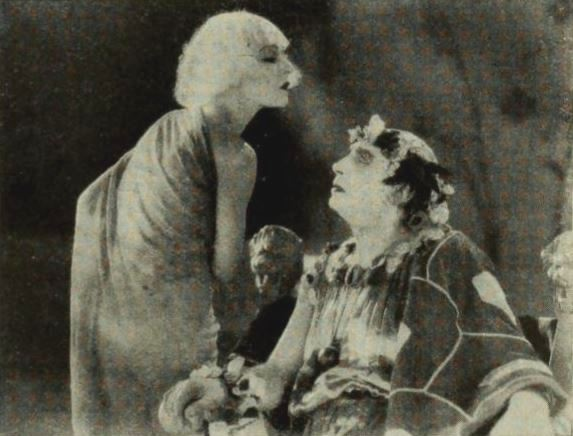
Salomé fazendo pedido a Herodes.
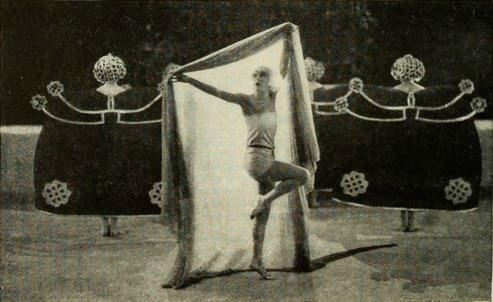
Salomé dançando a "Dança dos 7 véus".
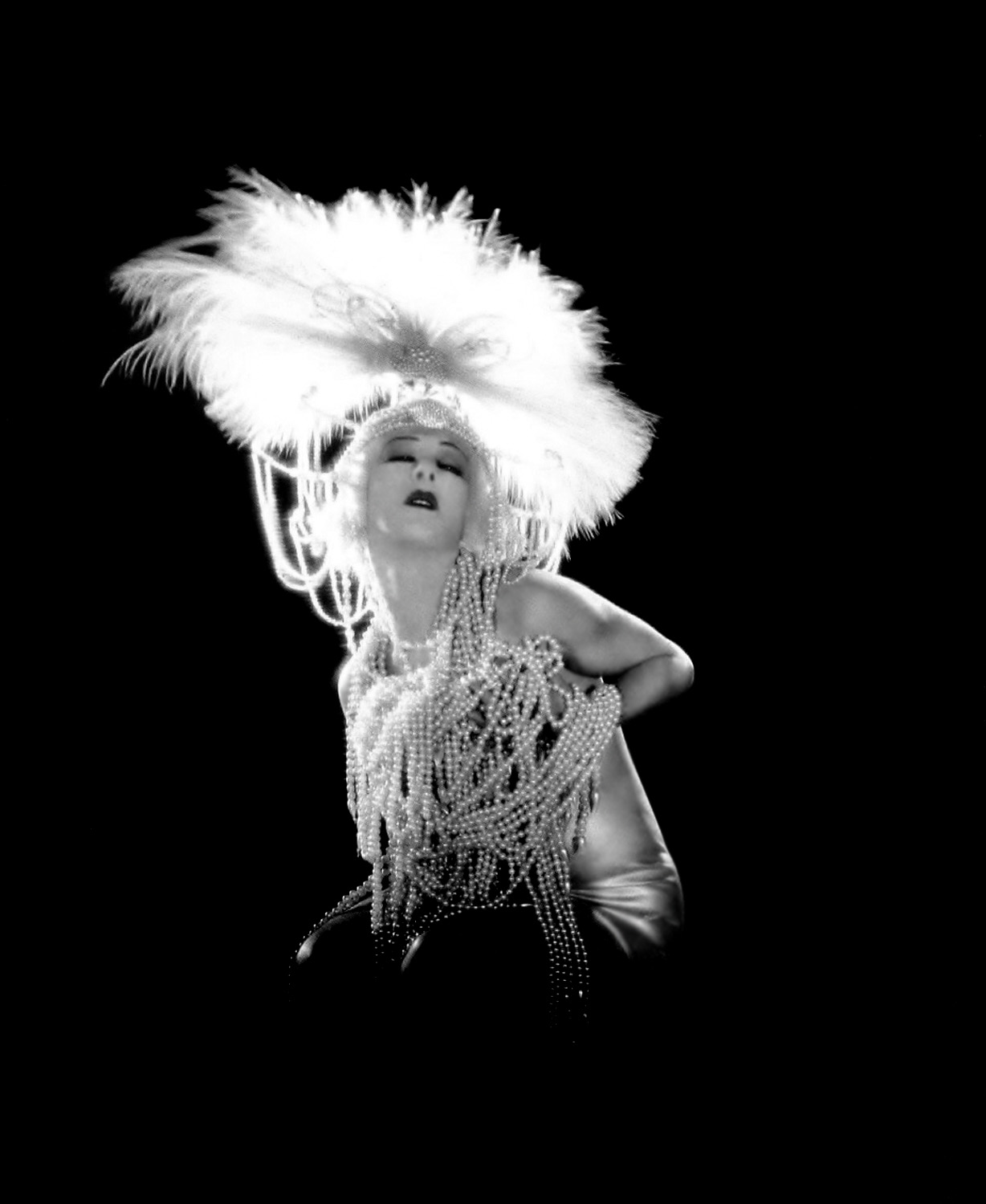
Salomé imaginando-se coberta de pérolas e pedras preciosas.
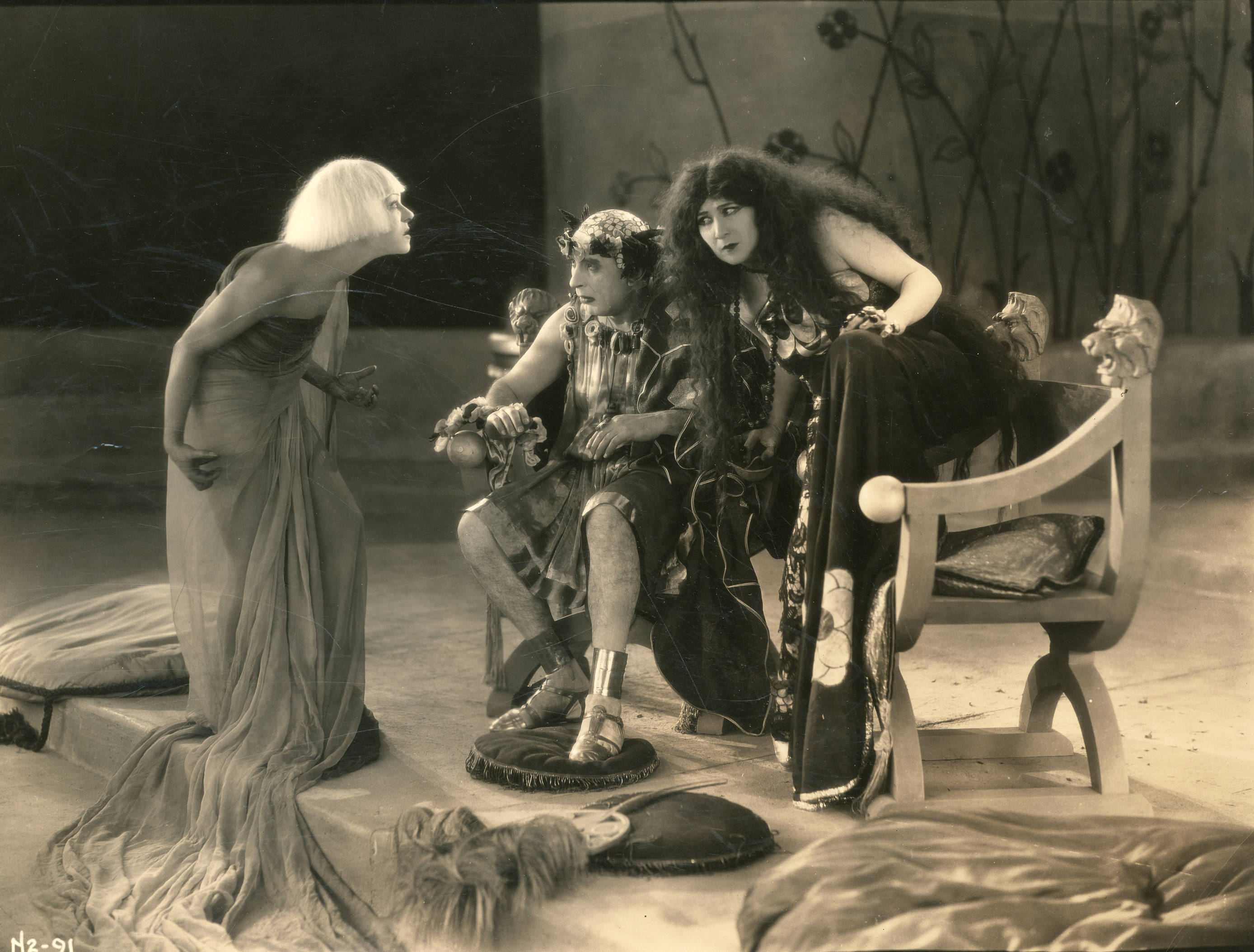
Salomé reclamando a cabeça de Iokanaan.